# Ян Амос Коменски
Ян Амос Коменски (на чешки: Jan Amos Komenský; на латински: Comenius) е чешки религиозен деец, мислител, общественик, родоначалник на съвременната педагогика.

## Биография
Роден е на 28 март 1592 г. в Моравия, най-вероятно в село Нивнице (други 2 селища се споменават в разни източници като негово родно място: Комна – поради връзката с фамилията Коменски, и градчето Ухерски Брод, където протича детството на Коменски).
Ян Коменски произхожда от религиозно семейство, принадлежащо към протестантската общност Чешки братя. Започва образованието си в училище на Чешките братя. От 1608 до 1610 г. Коменски учи в латинско училище.
По-нататък Коменски се образова в академията на Херборн (Хесе, дн. Германия) и в университета на Хайделберг.
През 1614 г. Коменски става директор на училището на протестанстката общност в Пршеров, което е начало на неговата изследователска и публикационна дейност. На 24-годишна възраст той става пастор и заминава да живее във Фулнек, където също е директор на протестантското училище. Във Фулнек Коменски се запознава с първата си съпруга Магдалена.
След потушаването на Чешкото въстание през 1621 г. Коменски е принуден да се укрива в разни селища на Чехия и Моравия. През 1622 г. от чума умират жена му и двете му деца. През 1624 г. Коменски заживява в Брандис на Орлици, където се жени за втори път, за Мария Дорота.
Преследван от католиците, Коменски емигрира в Лешно (Полша), който става център на общността Чешки братя. Там работи в гимназията, отдава се на педагогическа изследователска дейност, добива известност. Канен е като лектор в университети из Европа.
През 1641 г. заминава за Англия, където е поканен да приеме поста първи президент на Харвардския университет. На следващата година се премества да живее в Швеция, а след това пребивава в Ухер (Германия). През 1648 г. Коменски се връща в Лешно, където умира втората му жена, а година по-късно се жени за трети път.
През 1650 г. Коменски е поканен да помогне за организирането на масови училища в Унгария. Там издава Пансофистко училище. Също в Унгария Коменски приключва работата си върху първия в човешката история илюстрован учебник, наречен Светът в картини, издаден на латински език през 1658 г.
През 1656 г. Коменски отново е в Лешно, където при пожар изгарят ценни негови ръкописи, в т.ч. и на чешко-немския речник, върху който Коменски работи почти през целия си съзнателен живот. Той безуспешно се опитва да възстанови своите трудове и изпада в депресия.
Краят на живота на Ян Коменски настъпва в Амстердам (Нидерландия) на 15 ноември 1670 г.

## Трудове
Дейността на Ян Коменски се определя в съвременността като изключително плодотворна, а личността му – като всестранно развита. Неговите идеи в областта на мисленето и най-вече на педагогиката имат революционен характер. Ето защо Коменски се определя за родоначалник на съвременната педагогика.
Делото му надхвърля европейските граници и има световно значение, а трудовете му имат мащабен и енциклопедичен характер.

### Основни трудове
- „Велика дидактика“ (Didactica magna, Great Didactic), 1633 – 1638, Печатница „Просвещение“ на Юр. С. Наумов, 1905, Изд. на БАН, 1957; друго издание УИ „Св. Климент Охридски“, 2007
- Informatorium Maternum Eller Moder-Schola
- Amphiheatrum universitatis rerum
- Janua linguarum reserata
- Orbis sensualium pictus
- Fundamenta Grammaticae
- Grammatica Latina
- Linguarum methodus novissima
- Geometria. 1: Geometria theoretica. 2: Geometria practica neboli Geodesia
- Schola Pansophica
- Spicilegium Didacticum, 1680
- Unum necessarium („The One Thing Needful“), 1668

### „Велика дидактика“
„Велика дидактика“ е основното педагогическо съчинение на Ян Амос Коменски. С него той изпъква като създател на първата цялостна система на педагогиката в историята на педагогическата мисъл. Ян Амос Коменски работи над това класическо съчинение повече от десет години. Замисля го през време на гонението му като член и Пастор на Протестантското движение „Чешки братя“. В замъка Вилчец, където има библиотека, той попада на издадената на немски език „Дидактика“ на Елиа Боден. Беглото запознаване с тази дидактика го подтиква да се залови да напише друга, своя дидактика. В селцето Слупне, където се крие, той нахвърля плана на своята дидактика и написва много глави от нея (1625 – 1627). Принуден да напусне родината си, той се вижда заставен да прекъсне писането. В първоначалната редакция на чешки език съчинението бива завършено в Лешно през 1632 г. Този текст разглежда редица въпроси с оглед на конкретни чешки условия.
Със съчинението си Коменски се надява да помогне за културното възраждане на своята разорена родина. През 1635 г., когато е ректор на гимназията в Лешно, започва да превежда „Дидактиката“ на латински език, който по това време е международният език на учените. При превеждането той изоставя пасажи и мисли, които засягат пряко чешкия народ и чешките условия, разширява други части, формулира по-точно и по-пълно редица основни положения, подобрява композицията на цялото съчинение. Написаната на латински език „Дидактика“ цели вече подобряването на учебното дело във всички страни. Дидактичните проблеми се преплитат с пансовските стремежи на автора, с желанието да се работи за разбирателството между хората от всички нации и за установяване на мир на земята.

## Световно признание
- Чехия и Словакия
  - По време на Чешкото национално възраждане през 19 век личността на Ян Коменски става символ на чешката идентичност, което като признание остава и до днес.
  - 28 март, рожденият ден на Ян Коменски, се чества в Чехия и Словакия като Ден на учителя.
  - През 1919 г. е създаден Университетът на Братислава, името на Коменски[неработеща препратка], първото висше училище, в което се изучава словашки език.
  - Портретът на Ян Коменски се използва в редица национални символи.
- Съединени американски щати
  - От 1892 г. аулата на Моравския колеж в Бетлеем (Пенсилвания) носи името Comenius.
  - Департаментът по образование на колежа Салем (Южна Каролина) организира ежегоден симпозиум, наречен Comenius Symposium, по модерни образователни методи.
- ЮНЕСКО връчва медал на името на Коменски, което е едно от най-престижните международни отличия в областта на педагогиката и образователните технологии.
- Европейският съюз финансира програма за партньорство между училищата Comenius – European Cooperation on School Education.
- Училища в София, Скопие и други градове носят името на Коменски.